# Tiba (Séguénéga)
Pour les articles homonymes, voir Tiba.
Tiba est une localité située dans le département de Séguénéga de la province du Yatenga dans la région Nord au Burkina Faso.

## Géographie
Tiba se trouve à 2,5 km au sud du centre de Séguénéga, le chef-lieu du département, et de la route nationale 15 et à environ 50 km au sud-est de Ouahigouya.

## Économie
L'économie du village est liée depuis 2013 à l'activité minière industrielle de la petite mine d'or située sur son territoire et exploitée par la compagnie burkinabè Séguénéga Mining SA, filiale de la compagnie britannique Amara Mining, entraînant des dégâts environnementaux et des conflits avec les populations villageoises.

## Santé et éducation
Les centres de soins les plus proches de Tiba sont le centre de santé et de promotion sociale (CSPS) et le centre médical avec antenne chirurgicale (CMA) de Séguénéga.
Le village possède une école primaire publique.